# Dispositiu acústic de dissuasió
Un dispositiu acústic de dissuasió o espantall acústic és un aparell que es fa servir per mantenir animalsi, en alguns casos, éssers humans fora d'una zona. Aquesta tecnologia s'empra per evitar que els mamífers marins s'acostin a les instal·lacions d'aqüicultura i per impedir que els ocells entrin en certes zones (per exemple, l'entorn dels aeroports i els camps de nabius blaus). Els dispositius també s'utilitzen perquè els mamífers marins no s'acostin a les xarxes de pesca.
Tot i que els dispositius que tan sols molesten han demostrat la seva eficàcia a curt termini, els animals tendeixen a condicionar-s'hi amb el pas del temps i fins i tot poden acostar-s'hi encara més una vegada s'acostumen a la falta de perill i la presència d'aliment. Només els dispositius acústics de dissuasió que causen dolor han demostrat la seva eficàcia a llarg termini. Aquests dispositius poden provocar danys a l'oïda de terceres espècies, per la qual cosa és millor canviar el material de pesca, els mètodes de pesca i el disseny de les instal·lacions d'aqüicultura per trobar una solució permanent.